# Spellbinder – Gefangen in der Vergangenheit
Spellbinder – Gefangen in der Vergangenheit (polnisch Dwa światy ‚Zwei Welten‘) ist eine australisch-polnische Jugendserie, die von Film Australia und Telewizja Polska in Zusammenarbeit mit der Australian Children’s Television Foundation produziert wurde.
Die Serie beinhaltet eine durchgängige Geschichte, die auf 26 Episoden verteilt ist. Jede Folge endet mit einem Cliffhanger, während der darauffolgende Teil wieder an ebendieser Stelle beginnt. Die ersten 13 Episoden spielen hauptsächlich in der „Spellbinder-Welt“ (Rianas Welt), die zweiten in der „gegenwärtigen Welt“ (Pauls Welt), welche in Sydney verortet ist. Die meisten Szenen in der „Parallelwelt“ wurden in Polen gedreht. So kommt es, dass viele ihrer „Bewohner“ – zumindest in der englischen Originalversion – mit slawischem Akzent sprechen.

## Ausstrahlung und Veröffentlichung
Die erste Staffel der Serie wurde in Deutschland unter dem Namen Spellbinder – Gefangen in der Vergangenheit ausgestrahlt. Die zweite Staffel gilt als eigenständiges Format und wurde unter dem Namen Spellbinder – Im Land des Drachenkaisers gesendet.
Beide Serien sind auf DVD erschienen. Sie werden von der Australian Children’s Television Foundation vertrieben, sind also nur als Import erhältlich. Die Rechte liegen mittlerweile bei der staatlich geförderten Screen Australia, die 2008 aus der Australian Film Commission, Film Australia und der Film Finance Corporation Australia hervorging.
In Deutschland wurde die Serie 1997 vom öffentlich-rechtlichen Sender ZDF ins Deutsche übersetzt. Das Synchronbuch schrieb Fred Maire, der auch die Dialogregie übernahm. Spellbinder wurde in den Folgejahren mehrmals im Hauptprogramm des ZDF und von KI.KA ausgestrahlt, u. a. auch in Tabaluga tivi. Letztmals war die Serie 2003 im Morgenprogramm des ZDF zu sehen. Im Laufe des Jahres 2017 erschienen erstmals zwei DVD-Boxen zur deutschen TV-Fassung, die von der Pidax Film Media Ltd. vertrieben werden.

## Handlung
Eine Gruppe Teenager besucht ein Schulcamp in den Blue Mountains, um eine anstehende Sonnenfinsternis zu beobachten. Als Paul Reynolds und Alex Katsonis ihre Mitschülerin Katrina Muggleton erschrecken wollen, öffnet sich durch eine Überspannung an einer Hochspannungsleitung ein Portal, das Paul interessehalber durchquert, wodurch er in ein Paralleluniversum gerät. Diese Welt wird von einer hierarchischen und technisch rückständigen Gesellschaft bewohnt und von den sogenannten Spellbindern – deutsch etwa „faszinierende Redner“ im Sinne von „Beschwörer“ oder „Techno-Magier“ – beherrscht, die der Bevölkerung Forschung und Wissensaneignung untersagen. Paul trifft ein Mädchen namens Riana, das ihm dabei hilft, sich in der Parallelwelt zurechtzufinden und ihm in brenzligen Situationen zur Seite steht, woraus schnell eine Freundschaft entsteht.
Die Spellbinder haben entdeckt, wie man Elektrostatik erzeugt und manipuliert. Sie fliegen mit gigantischen, kupferroten Flugschiffen, die mit Hilfe riesiger rotierender Kristalle eine Art magnetisches Feld erzeugen, sodass die Maschine schwebt. Wie alle Herrscher benutzen die Spellbinder ihre Macht häufig, um Gutes zu bewirken, jedoch gibt es unter ihnen auch vereinzelt „schwarze Schafe“, die ihre Macht böswillig einsetzen. Eine dieser Spellbinder ist Ashka, die im Gegensatz zu den in der Spellbinder-Welt lebenden Menschen und manch anderen Spellbindern, die wegen Fehlverhaltens verbannt wurden, bisher ungeschoren davonkam. So ist sie es auch, die dafür sorgt, dass ihr Widersacher Correon, der ihren Machenschaften mit Pauls und Rianas Hilfe auf die Schliche gekommen ist, nach einem unsportlichen Duell aus dem Kreis der Spellbinder ausgeschlossen wird.
Die Spannung wird durch Pauls „Ausflug“ in das Land der Spellbinder, seine Versuche, sich dort zu erklären und in seine eigene Welt zurückzukehren, sowie durch die Unterhaltungen, die Paul „weltenübergreifend“ mit seinen Freunden führen kann, aufgebaut. Letztlich schafft es Paul, in seine Welt zurückzukehren, wobei er sich jedoch gezwungen sieht, Riana mitzunehmen, um ihr Leben zu retten. Als Riana wenig später in ihre eigene Welt zurückkehren kann, gelingt es der flüchtigen Ashka, deren Pläne der Machtübernahme mittels hergestellten Schießpulvers dank einer Videoaufnahme, die der zurückgekehrte Correon gemeinsam mit Rianas Vater Bron und dem Verbannten Zander den Herrschern Lukan und Marna übergeben hat, aufgeflogen sind, durch das geöffnete Tor in Pauls Welt zu gelangen.
Nachdem sie dort aus Unwissenheit bzgl. der ihr fremden Welt einigen Schaden angerichtet hat, gelingt es ihr, Paul aufzuspüren und sich an dessen Vater, einen Wissenschaftler, heranzuspielen. Mit Hilfe alter Spellbinder-Aufzeichnungen soll er ihr ein neues Powershirt anfertigen, nachdem Paul und Alex Ashkas Mitbringsel aus der Parallelwelt entwenden konnten. Der ehrgeizige Brian entwickelt einen neuartigen „Fluganzug“, der der Technologie der Spellbinder überlegen ist. Erst als Paul Ashka so weit in die Bredouille bringt, dass sie vor seinem Vater ihr wahres Gesicht offenbaren muss, schenkt dieser seinem Sohn bzgl. der Existenz einer Parallelwelt Glauben. Ashka kann trotz ihrer neuen Errungenschaft überwältigt werden und kehrt als Gefangene in ihre Welt zurück, während Riana Correons neuer „Spronz“ (Lehrling) wird.
Zum Schutz der Spellbinder-Welt wird das Portal zwischen den Dimensionen für immer geschlossen, wodurch sich Pauls und Rianas Wege wieder trennen. In der Schlusssequenz offenbart Katrina ihren Freunden die von ihr auf eine Diskette kopierte Forschungsarbeit Brians, die nach einer Attacke Ashkas als unwiderruflich verloren galt.

## Charaktere

### Paul Reynolds
Paul ist ein 15-jähriger Jugendlicher aus Sydney, New South Wales, Australien. Sein Leben verläuft normal, bis eines Tages ein Streich im Ferienlager schiefgeht und er im Land der Spellbinder landet. Zuerst ist Paul unsicher, wie er sich in der neuen Umgebung verhalten soll, lebt sich aber nach seinen Möglichkeiten recht schnell ein und kann Ashkas Plan, die Macht an sich zu reißen, aufdecken. Paul verfügt über gewisse militärische Fähigkeiten und ist aufgrund derer in Kombination mit den wissenschaftlichen Kenntnissen seines Vaters in der Lage, Ashka zu besiegen.

### Riana
Riana lebt in der Spellbinder-Welt und trifft auf Paul, als sich dieser über ihr gekochtes Essen hermacht. Trotz schwierigen Anfangs (sie hält Paul zunächst für einen „Maroder“ – einen Außenseiter der Spellbinder-Gesellschaft) werden die beiden schnell gute Freunde. Riana verfügt über sehr gute Überlebenskenntnisse und kann zudem mit dem Lasso umgehen. Sie sorgt sich sehr um ihre Familie und reagiert jedes Mal bestürzt, wenn ihr klar wird, dass sie in Gefahr sein könnten. In Pauls Welt, in der sie sich ebenso wenig zurechtfindet wie umgekehrt, kann Riana ihr Grundwissen einsetzen, um neue Freunde zu gewinnen. Allgemein wird sie dort allen als „Pauls Cousine aus Island“ bekannt gemacht. Nach der Rückkehr in ihre Welt wird sie von Correon aufgrund ihres Zutuns bei der Überlistung Ashkas zum Spronz ernannt.

### Alex Katsonis
Alex ist der beste Freund von Paul und wird mittelbarer Zeuge dessen Verschwindens. Zuerst schenkt er Katarinas Vermutungen bzgl. einer Parallelwelt keinen Glauben, lässt sich aber von ihr dazu überreden, zum Mount Lara zurückzukehren, wo sie mittels eines Funkgeräts erstmals Kontakt mit den Spellbindern aufnehmen können. Ihnen ist es schließlich mit zu verdanken, dass der Durchgang zwischen den Welten wieder geöffnet werden und Paul in seine Welt zurückkehren kann. Als Ashka ebenfalls dieses Tor durchquert, hilft Alex Paul dabei, ihre Fährte aufzunehmen, um sie letzten Endes überwältigen zu können.

### Katrina Muggleton
Katrina wächst in einem strengen Elternhaus auf und ist zwar akademisch gesehen gebildet, weist jedoch ansonsten eine starke Tendenz zur Naivität auf. So glaubt sie an die Existenz der Lichter am Mount Lara und wird deshalb bei einer Höhle das Opfer ihrer Mitschüler Paul und Alex, die Katrina mit einem Gespenst konfrontieren wollen. Dabei wird sie die einzig wirkliche Augenzeugin von Pauls Verschwinden und sieht sich fortan der Ungläubigkeit ihrer Lehrer, der Polizei und Pauls Vater ausgesetzt. Über die Physiklehrerin Ms. Gibson sowie eigenen vorangegangenen Recherchen stößt sie auf die Theorie, dass Parallelwelten zum hiesigen Universum bestehen könnten und man mit Hilfe von Radios Kontakt dorthin aufnehmen könnte, wodurch sie einen entscheidenden Beitrag zu Pauls Rettung leistet. Später freundet sie sich mit Riana an und kommt unwissentlich auch mit Ashka in Kontakt, von der sie geschickt manipuliert wird. Als herauskommt, dass sie Ashka unterstützt hat, kommt es zum Streit mit Paul, von dem sie sich so lange distanziert, bis sie und Alex ein Hilferuf ereilt.

### Ashka
Ashka ist ein rücksichtsloser und einschüchternder Spellbinder, der sich aus dem Stegreif glaubwürdige Lügen ausdenken kann. Als sie auf Paul trifft und erkennt, dass er nach einem Angriff ihrerseits mit einem Bannstrahl unversehrt geblieben ist (seine Gummisohlen an den Schuhen haben ihn isoliert), hält sie ihn für einen Maroder und beginnt ihn zu jagen. Infolge seiner Festnahme wird Paul auf das Spellbinder-Schloss gebracht, wo sich Ashka ihm gegenüber gutwillig gibt – jedoch nur, weil sie das Ziel verfolgt, sich Pauls Kenntnisse zunutze zu machen. Gemeinsam mit ihrem Spronz Gryvon versucht sie hinter das Geheimnis vom Schießpulver zu kommen, nachdem Paul Rianas Dorf Clayhill mithilfe von Feuerwerkskörpern vor einem Maroder-Angriff bewahrt hat. Mit dem Ziel, die derzeitigen Herrscher zu entmachten, erpresst sie Paul, indem sie das Wohlbefinden von Riana und ihrer Familie davon abhängig macht, ob er ihr das Geheimnis der Herstellung von Schießpulver verrät oder nicht. Aufgrund ihrer fehlenden Kenntnisse gelingt es Paul, seine Widersacherin hereinzulegen, was Ashkas Zorn auf ihn schürt. Dies hat u. a. zur Folge, dass Pauls Vertrauter, der Spellbinder Correon, in eine Intrige Ashkas verstrickt und infolgedessen verbannt wird. Dennoch kann Ashka nicht verhindern, dass Paul in seine Welt zurückkehrt und somit aus ihrem Einflussfeld verschwindet.
Nachdem ihre Pläne vor den Herrschern auffliegen, sieht sich Ashka zur Flucht gezwungen und ergreift die sich bietende Chance, in Pauls Welt zu gelangen. Sowohl die dortige Umgebung als auch alltägliche Gepflogenheiten sind völlig neu für Ashka, was für sie natürlich von Nachteil ist. Trotzdem schafft sie es, Pauls ahnungslosen Vater zu benutzen, um an ein neues, technologisch reiferes Powershirt gegenüber dem der Spellbinder-Technik zu gelangen, das ihr helfen soll, im Spellbinderland an die Macht zu kommen. Die neuartige Technologie und die Macht, die ihr dadurch verliehen wird, lässt sie jedoch so selbstherrlich werden, dass sie sich letztendlich selbst in eine ausweglose Situation manövriert, in der sie hilflos zur Gefangenen wird.

### Gryvon
Gryvon, der genau wie Riana, aus dem Dorf Clayhill stammt, ist ein junger Mann und der Sohn des dortigen Summoners. Außerdem ist er Ashkas Spronz. Unter ihrer Führung hat er schon viel gelernt, leider nicht nur die guten Eigenschaften, sondern auch das Streben nach Macht und notfalls zu unsauberen Mitteln zu greifen, um an sein Ziel zu kommen. Auch wenn er mit seiner Arroganz und seiner Naivität, sogar manchmal bei Ashka auf die Nase fällt, so ist und bleibt er bis zum Schluss auf ihrer Seite. Er hilft ihr zuerst zu verhindern, dass Paul in seine Welt zurückkehren kann, dann unterstützt er sie bei ihrem Plan, in Pauls Welt zu neuer Macht zu kommen und wird letztendlich auch gemeinsam mit ihr bestraft.

### Correon
Correon ist ein sehr belesener, wissenshungriger, anfangs jedoch auch streitsüchtiger Spellbinder, der sich in seiner Funktion als Herrscher wenig um das Schicksal derer kümmert, die nach seinem Urteil verbannt werden sollen oder nicht. Sein eigentliches Interesse gilt den Studien, durch die er die Flugschiffe und Powershirts der Spellbinder reparieren kann. In Paul sieht Correon zunächst eine Bedrohung, doch als er durch Riana mit der Technologie aus Pauls Welt konfrontiert wird, schenkt er dessen Beteuerungen Glauben und verspricht ihm, ihn wieder nach Hause zu bringen. Ashka versucht dies zu verhindern, wodurch es zu Zwistigkeiten zwischen den beiden Spellbindern kommt. Als Correon Ashka vor den Herrschern als Lügnerin diffamiert, fordert sie ihn zum Duell heraus, das er aufgrund der Manipulation seines Powershirts durch Gryvon verliert, worauf er ausgeschlossen wird. Entgegen Ashkas Plan kann er in der Wüste jedoch von Zander gerettet werden, der in einer als Maroder verkleideten Gruppe Verbannter lebt, die aus Rache und um überleben zu können die Tribute der Dörfer an die Spellbinder stehlen. Als Rianas flüchtiger Vater auftaucht und Correon eine Videoaufnahme zeigt, die Ashkas Pläne offenbaren, sucht der ehemalige Spellbinder die Herrscher auf. Nach Ashkas Überführung kann Correon in den Kreis der Spellbinder zurückkehren und vermittelt zwischen diesen und den ihnen feindlich gesinnten Verbannten.

### Brian Reynolds
Brian ist ein alleinerziehender, verwitweter Vater und engagierter Wissenschaftler. Als solcher ist er sehr in seine Arbeit vertieft, wodurch seine Kinder Paul und Christine oft das Nachsehen haben. Als Katrina die Vermutung äußert, sein Sohn könnte sich in einem Paralleluniversum befinden, weigert er sich, dies zu glauben. Auch Pauls Schilderungen finden kein Gehör, da Brian eine Verwirrung infolge des mehrtägigen Aufenthalts in der „Wildnis“ vermutet. So kommt es, dass er sich ahnungslos auf Ashka einlässt, die ihn mit alten Spellbinder-Aufzeichnungen konfrontiert, nach denen er einen Fluganzug entwickelt, der dem Powershirt in seinen Funktionen ähnelt, es jedoch übertrifft. Das wahre Ausmaß dieser Arbeit erkennt Brian erst, als es zu spät ist. Umso mehr verfolgt er nun – wie Paul und seine Freunde – das Ziel, Ashka das Handwerk zu legen.

### Christine Reynolds
Christine ist Pauls jüngere Schwester. Sie hilft ihm dabei, Rianas Identität geheim zu halten und sie bei sich zu Hause zu verstecken. Da sie sich eine neue Frau an der Seite ihres Vaters wünscht, unternimmt sie einige Versuche, Brian mit der Haushaltshilfe Gina zu verkuppeln. Als diese nicht fruchten, reagiert sie umso erfreuter, als ihr Vater scheinbar Interesse an „Anna“ zeigt, für die sich Ashka ausgibt.

## Besetzung
Sortiert nach der Reihenfolge des Einstiegs.

### Hauptdarsteller
| Rollenname                   | Schauspieler         | Synchronsprecher         | Folgen |
| ---------------------------- | -------------------- | ------------------------ | ------ |
| Toron, Summoner von Clayhill | Stanislaw Brejdygant |                          | 1–22   |
| Paul Reynolds                | Zbych Trofimiuk      | Manou Lubowski           | 1–26   |
| Christine Reynolds           | Georgina Fisher      | Angela Wiederhut         | 1–26   |
| Dr. Brian Reynolds           | Andrew McFarlane     | Stephan Hoffmann         | 1–26   |
| Katrina Muggleton            | Michela Noonan       | Irina Wanka              | 1–26   |
| Alex Katsonis                | Brian Rooney         | Benedikt Weber           | 1–26   |
| Riana                        | Gosia Piotrowska     | Sonja Reichelt           | 1–26   |
| Zander                       | Piotr Adamczyk       | Hubertus von Lerchenfeld | 2–22   |
| Bron                         | Andrzej Grabarczyk   |                          | 2–24   |
| Gryvon                       | Rafal Zwierz         |                          | 2–26   |
| Ashka                        | Heather Mitchell     | Dagmar Dempe             | 2–26   |
| Jal                          | Erland Buchan        |                          | 3–24   |
| Arla                         | Julia Biczysko       |                          | 3–24   |
| Maran                        | Sława Michalewska    |                          | 3–24   |
| Lukan                        | Joachim Lamża        | Manfred Erdmann          | 5–17   |
| Marna                        | Hanna Dunowska       | Marina Köhler            | 5–17   |
| Correon                      | Krzysztof Kumor      | Fred Maire               | 5–26   |

### Nebendarsteller
| Pauls Welt - Peter Sumner als Mr. Kennett (Folge 1, 12, 17, 23, 26) - Paula Forrest als Ms. Gibson (Folge 1–5, 17–26) - Nina Liu als Lisa (Folge 1–4, 12–15, 21–26) - Judy Morris als Mrs. Muggleton (Folge 5–7, 13–26) - Anthony Grey als Nick Katsonis (Folge 7–24) - Clarrie Thane als Stavros Katsonis (Folge 11–26) - Lenka Kripac als Josie (Folge 14–19) - Sebastian Huber als Ben „Benny“ (Folge 14–19) - Derek Amer als Scott Muggleton (Folge 14–19) - David Whitford als Pförtner Ted (Folge 15, 22–26) - Elizabeth Lackey als Gina (Folge 16–20) Spellbinder-Welt - Mariusz Czajka als Mort (Folge 6–23) - Jacek Lenartowicz als Borin (Folge 6–23) - Piotr Makowski als Kurn (Folge 9–14) - Jolanta Juszkiewicz als Cailin (Folge 9–14) - Iwona Rulewicz als Tark (Folge 9–14) | Pauls Welt - Laurence Breuls als Smithy (Folge 4–5, 15, 21) - Joshua Lee als Giannos (Folge 4–5, 15, 17, 21) - Jacquelyn Jones als Deanna McDougal (Folge 7, 17) - Rudi Baker als Nathan Jones (Folge 7, 9, 21) - Jeremy Chance als Mr. Byrne (Folge 7–8) - Jade New als Skye (Folge 7–8) - Kim Antonios als Mrs. Katsonis (Folge 13) - Mitch Matthews als Schwester Josephine (Folge 13, 20) - Yvonne Lang als Dr. Lim (Folge 15–16) - Peter Flett als Peter Eriksen (Folge 19) - Suzanne Dudley als Anna (Folge 23) Spellbinder-Welt - Monika Switaj als Heilerin (Folge 4, 8) - Bogdan Smigielski als Bauer (Folge 12) |

## Episodenübersicht
| Folge | deutscher Titel         | deutsche Erst- ausstrahlung | Originaltitel                | Erstausstrahlung |
| ----- | ----------------------- | --------------------------- | ---------------------------- | ---------------- |
| 1     | Geisterspuk             | 6. Oktober 1997             | The Big Bang                 | 9. Januar 1995   |
| 2     | Der Bannstrahl          | 7. Oktober 1997             | Where Am I?                  | 16. Januar 1995  |
| 3     | Chocolate Rapper        | 8. Oktober 1997             | Finding the Way Home         | 23. Januar 1995  |
| 4     | Der Spronz              | 9. Oktober 1997             | It Isn’t Magic, It’s Science | 30. Januar 1995  |
| 5     | Das Urteil              | 10. Oktober 1997            | Secrets                      | 6. Februar 1995  |
| 6     | Schießpulver            | 13. Oktober 1997            | Show Me Your World           | 13. Februar 1995 |
| 7     | Das Verlies             | 14. Oktober 1997            | The Gunpowder Plot           | 20. Februar 1995 |
| 8     | Die Falle               | 15. Oktober 1997            | Secrets of the Spellbinders  | 27. Februar 1995 |
| 9     | Das Labyrinth           | 16. Oktober 1997            | The Labyrinth                | 6. März 1995     |
| 10    | Die Rauchbombe          | 17. Oktober 1997            | Desperate Measures           | 13. März 1995    |
| 11    | Das Duell               | 20. Oktober 1997            | The Centre of Power          | 20. März 1995    |
| 12    | Ein sturer Ochse        | 21. Oktober 1997            | Spellbinder Jack             | 27. März 1995    |
| 13    | Das Beweisstück         | 22. Oktober 1997            | The Final Challenge          | 4. April 1995    |
| 14    | Eine neue Welt          | 23. Oktober 1997            | Lost and Found               | 11. April 1995   |
| 15    | Neue Freunde            | 24. Oktober 1997            | Hospitality                  | 18. April 1995   |
| 16    | Die Flucht              | 27. Oktober 1997            | Breakout                     | 25. April 1995   |
| 17    | Das trojanische Pferd   | 28. Oktober 1997            | The Trojan Toffee Trolley    | 2. Mai 1995      |
| 18    | Achtung, Vater gesucht! | 29. Oktober 1997            | Run!                         | 9. Mai 1995      |
| 19    | Computer denken nicht   | 30. Oktober 1997            | Reunions                     | 16. Mai 1995     |
| 20    | Harley-Davidson         | 31. Oktober 1997            | Alien Invasion               | 23. Mai 1995     |
| 21    | Der Überfall            | 3. November 1997            | Hunt for Ashka               | 30. Mai 1995     |
| 22    | Der Clown               | 4. November 1997            | Clowning Around              | 6. Juni 1995     |
| 23    | Die Archäologin         | 5. November 1997            | High Tech Power Suit         | 13. Juni 1995    |
| 24    | Flugversuche            | 6. November 1997            | A Spellbinder in the House   | 20. Juni 1995    |
| 25    | Rührei mit Pfiff        | 7. November 1997            | Breakfast of Champions       | 27. Juni 1995    |
| 26    | Showdown am Hafen       | 10. November 1997           | Flight                       | 4. Juli 1995     |

## Trivia
- In Polen wurde größtenteils in Krakau sowie in dem Renaissance-Schloss Pieskowa Skała gedreht. Als Außenkulisse für das Spellbinder-Schloss diente die Burg Tzschocha im Dreiländereck Polen-Deutschland-Tschechien.
- In Australien war Sydney der Hauptdrehort. Für das Hotel, in dem Ashka absteigt, diente das Golden Gate Sydney (heute Carlton Crest) als Kulisse, während alle Schulszenen in der Balmain High School gedreht wurden, da es die einzige Schule in Sydney und Umgebung ist, die am Wasser liegt.
- Die Serie wurde an mehr als 85 Länder auf der ganzen Welt verkauft.
- Folge 11 („Das Duell“, im Original „The Centre of Power“) erhielt 1996 den AFI Award für die beste Kinderserie in der Kategorie Best Children’s Television Drama.